# Lista siturilor arheologice din județul Dolj - B
Lista siturilor arheologice din județul Dolj - B conține toate siturile arheologice din județul Dolj înscrise în Repertoriul Arheologic Național (RAN) și aflate în localități al căror nume începe cu litera B. RAN este administrat de Ministerul Culturii și Patrimoniului Național și cuprinde date științifice, cartografice, topografice, imagini și planuri, precum și orice alte informații privitoare la zonele cu potențial arheologic, studiate sau nu, încă existente sau dispărute.
Puteți căuta un sit din localitățile care încep cu litera B folosind formularul de mai jos sau puteți naviga prin toate siturile din județ la Lista siturilor arheologice din județul Dolj.
| Cod RAN                                  | Denumire | Localitate                                | Adresă           | Datare                             | Descoperit | Coordonate | Imagine           | Erori            |
| ---------------------------------------- | --- | ----------------------------------------- | ---------------- | ---------------------------------- | ---------- | ---------- | ----------------- | ---------------- |
| 70959.01.01 (Cod LMI: DJ-I-s-B-07870)    | Așezarea daco-romană de la Bârca - "La Carieră" / ansamblu anonim (Categorie: locuire civilă) (Tip: Așezare)        | sat Bârca, comuna Bârca                   | La Carieră       | sec. II - III                      |            |            | Încărcați imagine | Raportați eroare |
| 71484.01.01 (Cod LMI: DJ-I-s-A-07871)    | Așezarea Coțofeni de la Bâzdâna - "La Bâzdâna" / ansamblu anonim (Categorie: locuire civilă) (Tip: Așezare)         | sat Bâzdâna, comuna Calopăr               | La Bâzdâna       | Coțofeni                           |            |            | Încărcați imagine | Raportați eroare |
| 71484.02.01 (Cod LMI: DJ-I-m-A-07872.02) | Situl arheologic de la Bâzdâna - "Cetate" / ansamblu anonim(La Cucuiova) (Categorie: locuire) (Tip: Cetate)         | sat Bâzdâna, comuna Calopăr               | Cetate           | geto-dacică sec. IV - II a. Chr.   |            |            | Încărcați imagine | Raportați eroare |
| 71484.02.01 (Cod LMI: DJ-I-m-A-07872.02) | Situl arheologic de la Bâzdâna - "Cetate" / complex anonim(La Cucuiova) (Categorie: locuire) (Tip: fortificație)    | sat Bâzdâna, comuna Calopăr               | Cetate           | geto-dacică                        |            |            | Încărcați imagine | Raportați eroare |
| 71484.02.02 (Cod LMI: DJ-I-m-A-07872.01) | Situl arheologic de la Bâzdâna - "Cetate" / ansamblu anonim(La Cucuiova) (Categorie: locuire) (Tip: Fortificație)   | sat Bâzdâna, comuna Calopăr               | Cetate           | sec. XIV                           |            |            | Încărcați imagine | Raportați eroare |
| 71484.02.03 (Cod LMI: DJ-I-s-A-07872)    | Situl arheologic de la Bâzdâna - "Cetate" / ansamblu anonim(La Cucuiova) (Categorie: locuire) (Tip: Locuire)        | sat Bâzdâna, comuna Calopăr               | Cetate           | Coțofeni                           |            |            | Încărcați imagine | Raportați eroare |
| 71484.02.04 (Cod LMI: DJ-I-s-A-07872)    | Situl arheologic de la Bâzdâna - "Cetate" / ansamblu anonim(La Cucuiova) (Categorie: locuire) (Tip: Așezare)        | sat Bâzdâna, comuna Calopăr               | Cetate           | sec. IV-III a. Chr.                |            |            | Încărcați imagine | Raportați eroare |
| 72187.01.01 (Cod LMI: DJ-I-s-B-07873)    | Așezarea de la Bobeanu - "Obștea Bobeanu" / ansamblu anonim (Categorie: locuire civilă) (Tip: Așezare)              | sat Bobeanu, comuna Drăgotești            | Obștea Bobeanu   |                                    |            |            | Încărcați imagine | Raportați eroare |
| 73941.01.01 (Cod LMI: DJ-I-m-B-07874.02) | Situl arheologic de la Bojoiu - "La Grădini" / ansamblu anonim (Categorie: locuire civilă) (Tip: Așezare)           | sat Bojoiu, comuna Robănești              | La Grădini       | Vinča                              |            |            | Încărcați imagine | Raportați eroare |
| 73941.01.02 (Cod LMI: DJ-I-s-B-07874)    | Situl arheologic de la Bojoiu - "La Grădini" / ansamblu anonim (Categorie: locuire civilă) (Tip: Așezare)           | sat Bojoiu, comuna Robănești              | La Grădini       | Verbicioara                        |            |            | Încărcați imagine | Raportați eroare |
| 73941.01.03 (Cod LMI: DJ-I-s-B-07874)    | Situl arheologic de la Bojoiu - "La Grădini" / ansamblu anonim (Categorie: locuire civilă) (Tip: Așezare)           | sat Bojoiu, comuna Robănești              | La Grădini       |                                    |            |            | Încărcați imagine | Raportați eroare |
| 73941.01.04 (Cod LMI: DJ-I-s-B-07874)    | Situl arheologic de la Bojoiu - "La Grădini" / ansamblu anonim (Categorie: locuire civilă) (Tip: Așezare)           | sat Bojoiu, comuna Robănești              | La Grădini       | sec. VI - X                        |            |            | Încărcați imagine | Raportați eroare |
| 70977.01.01 (Cod LMI: DJ-I-s-B-07875)    | Cetatea dacică de la Botoșești-Paia - "Cetatea Micului" / ansamblu anonim (Categorie: locuire civilă) (Tip: Cetate) | sat Botoșești-Paia, comuna Botoșești-Paia | Cetatea Micului  | geto-dacică sec. I                 |            |            | Încărcați imagine | Raportați eroare |
| 70977.02.01 (Cod LMI: DJ-I-m-B-07876.02) | Situl arheologic de la Botoșești-Paia - "Piscul cazacilor" / ansamblu anonim (Categorie: locuire) (Tip: Cetate)     | sat Botoșești-Paia, comuna Botoșești-Paia | Piscul cazacilor | geto-dacică                        |            |            | Încărcați imagine | Raportați eroare |
| 70977.02.02 (Cod LMI: DJ-I-m-B-07876.01) | Situl arheologic de la Botoșești-Paia - "Piscul cazacilor" / ansamblu anonim (Categorie: locuire) (Tip: Așezare)    | sat Botoșești-Paia, comuna Botoșești-Paia | Piscul cazacilor | sec. II - IV                       |            |            | Încărcați imagine | Raportați eroare |
| 71073.01.01 (Cod LMI: DJ-I-s-B-07877)    | Cetatea dacică de la Brădeștii Bătrâni - "Valea Rea" / ansamblu anonim (Categorie: locuire civilă) (Tip: Cetate)    | sat Brădeștii Bătrâni, comuna Brădești    | Valea Rea        | geto-dacică sec. II - IV           |            |            | Încărcați imagine | Raportați eroare |
| 69973.01.01 (Cod LMI: DJ-I-s-A-07878)    | Cetatea dacică Pelendava - Bucovăț / ansamblu Cetatea dacică Pelendava (Categorie: locuire civilă) (Tip: Cetate)    | sat Bucovăț, comuna Bucovăț               |                  | geto-dacică                        |            |            | Încărcați imagine | Raportați eroare |
| 69973.02.01 (Cod LMI: DJ-I-s-B-07879)    | Așezarea Latene de la Bucovăț - "La Jidovii" / ansamblu anonim (Categorie: locuire civilă) (Tip: Așezare)           | sat Bucovăț, comuna Bucovăț               | La Jidovii       | geto-dacică sec. III - I a. Chr.   |            |            | Încărcați imagine | Raportați eroare |
| 71064.01.01                              | Așezarea hallstattiană de la Brădești / ansamblu anonim (Categorie: locuire civilă) (Tip: Așezare)                  | sat Brădești, comuna Brădești             |                  |                                    |            |            | Încărcați imagine | Raportați eroare |
| 70370.01                                 | Așezarea medievală de la Basarabi - "Hunia Catârului" (Categorie: locuire) (Tip: așezare)                           | sat Basarabi, municipiul Calafat          | Hunia Catârului  | sec. XIII-XVIII, sec.XIV, sec. XIV |            |            | Încărcați imagine | Raportați eroare |
| 70370.01                                 | Așezarea medievală de la Basarabi - "Hunia Catârului" / ansamblu anonim (Categorie: locuire)                        | sat Basarabi, municipiul Calafat          | Hunia Catârului  |                                    |            |            | Încărcați imagine | Raportați eroare |
| 70370.01.01                              | Așezarea medievală de la Basarabi - "Hunia Catârului" / ansamblu anonim (Categorie: locuire) (Tip: Așezare)         | sat Basarabi, municipiul Calafat          | Hunia Catârului  | sec. XIII-XVIII                    |            |            | Încărcați imagine | Raportați eroare |
| 70904.01.01                              | Cetatea romană târzie de la Bistreț / ansamblu anonim (Categorie: construcție defensivă) (Tip: Cetate)              | sat Bistreț, comuna Bistreț               | Cetate romană    | romană sec. IV - VIII              |            |            | Încărcați imagine | Raportați eroare |